# Adobe PageMill
Adobe PageMill fue un editor de páginas web WYSIWYG desarrollado por Adobe Systems y programado en C++. Fue uno de los primeros editores de páginas web WYSIWYG.

## Historia
Seneca Inc. desarrolló el original PageMill y SiteMill. Durante la beta de estos productos, Adobe adquirió la empresa y le cambió el nombre a los productos. En 1994, salió Adobe PageMill 1.0, revolucionario en el momento por la facilidad de usar de los editores de este tipo y citado como el PageMaker del WWW.
En 1997, salía al mercado Adobe PageMill 2.0 que corregía los errores de la anterior versión. A esta versión le saldría un fuerte competidor, Macromedia Dreamweaver que pasaría a ser un producto más de Adobe, cuando este compró Macromedia en 2005.
En 1999, Adobe lanzó Adobe PageMill 3.0 que trajo nuevas fuentes incorporadas y la función de gestionar el sitio web. En febrero del año 2000, Adobe lo discontinúa al desarrollar Adobe GoLive, sucesor de esta aunque poco después este lanzaría un parche para corregir un problema de carga del FTP.